# Alpha Coronae Australis
Désignations
Alpha Coronae Australis (α CrA / α Coronae Australis) est une étoile de la constellation de la Couronne australe. Sa magnitude apparente est de +4,11. Elle porte le nom officiel Meridiana et le nom traditionnel Alfecca Meridiana. En chinois, elle est appelée 鱉六, la sixième étoile de la Tortue de rivière.
Alpha Coronae Australis est une étoile blanche de la séquence principale de type spectral A2Va. D'après la mesure de sa parallaxe annuelle par le satellite Hipparcos, elle est située à environ 125 années-lumière de la Terre. L'étoile présente un excès d'émission dans l'infrarouge, qui pourrait indiquer la présence d'un disque de débris en orbite. Ce dernier aurait une température de 160 K et il orbiterait autour de l'étoile à une distance de 15,80 ua.